# Everyone Says 'Hi'
Singles de David Bowie
Slow Burn
(juin 2002) I've Been Waiting for You
(octobre 2002)
Everyone Says 'Hi' est une chanson de David Bowie parue en 2002 sur l'album Heathen.
Elle constitue le deuxième single tiré de l'album, après Slow Burn, et se classe no 20 des ventes au Royaume-Uni. Les différentes versions du single présentent des faces B issues du projet abandonné Toy (Baby Loves That Way et You've Got a Habit of Leaving), ainsi qu'une chute de Heathen (When the Boys Come Marching Home) et Safe, une chanson écrite à l'origine pour Les Razmoket, le film (1998), où elle n'a finalement pas été utilisée.

## Musiciens
- David Bowie : chant, claviers, guitare, saxophone, stylophone, batterie
- Tony Visconti : basse, guitare, flûte, chœurs, arrangements
- Matt Chamberlain : batterie, boucles, percussions
- David Torn : guitare, boucles, omnichord
- Jordan Rudess : piano, orgue Hammond
- Carlos Alomar : guitare
- Gary Miller : programmation, guitare
- Dave Clayton : claviers
- The Scorchio Quartet :
  - Greg Kitzis : premier violon
  - Meg Okura : deuxième violon
  - Martha Mooke : alto
  - Mary Wooten : violoncelle